# 布里奇頓鎮區 (密歇根州)
布里奇頓鎮區（英語：Bridgeton Township）是位於美國密歇根州紐威哥縣的一個行政鎮區。

## 地方資料
布里奇頓鎮區的面積為93.10平方千米，當中陸地面積為91.90平方千米，而水域面積為1.20平方千米。根據2020年美國人口普查的數據，當地共有人口2098人，而人口密度為每平方千米22.53人。